# Клайч, Джозеф
Джозеф Клайч (англ. Joseph Kleitsch; 1879—1953) — американский художник-импрессионист венгерского происхождения; представитель калифорнийской школы импрессионизма.

## Биография
Родился 6 июня 1882 года в местечке Sânmihaiu Român провинции Банат, Венгрия (ныне территория Румынии).
Начал рисовать в возрасте семи лет. Художественное образование получал в Будапеште, Мюнхене и Париже. Затем в 1901 году эмигрировал в Соединенные Штаты; создал свою студию в Цинциннати, в 1906—1907 годах жил в Денвере. Некоторое время жил в Мехико, затем в 1920 году переехал в Калифорнию, где его захватила местная природа и ландшафты. Позже переехал в Лагуна-Бич. Здесь стал членом местной художественной колонии. Артур Миллер из Los Angeles Times называл художника «прирожденным колористом». В 1925 году Клайч посетил Европу для более предметного изучения работ европейских живописцев. Посетил Францию и Испанию, где писал портреты и пейзажи. В ноябре 1927 года вернулся в США и продолжал писать в Лагуна-Бич вплоть до своей безвременной кончины.
Умер Джозеф Клайч от сердечного приступа 16 ноября 1931 года в городе Санта-Ана, штат Калифорния.
Был женат с 1914 года на Edna Gregatis из Чикаго, у них был единственный ребенок — Евгений. Через год после его смерти жена открыла в Лагуна-Бич галерею его имени — Joseph Kleitsch Fine Arts Gallery.

Некоторые работы
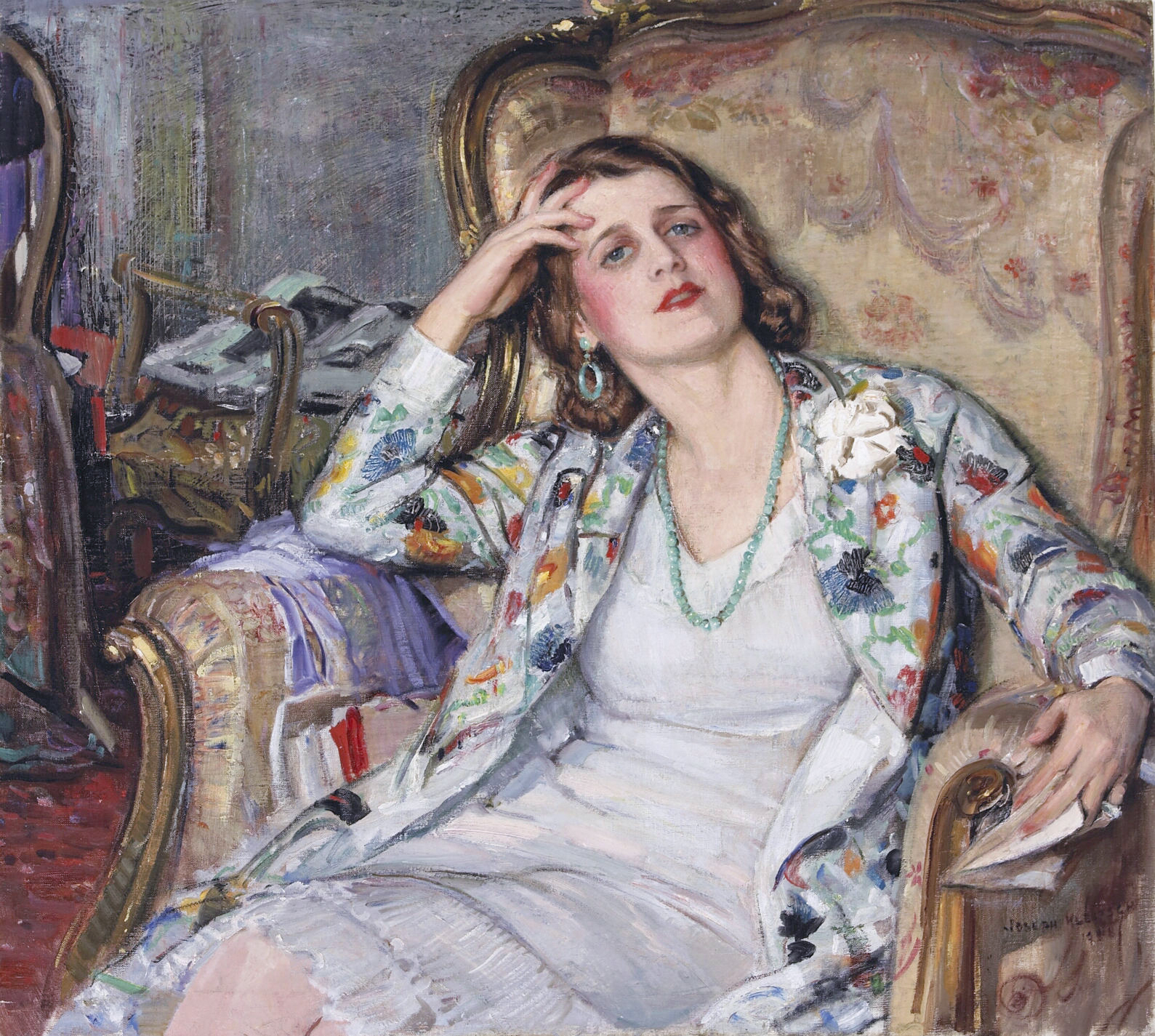
The Jade Necklace (Портрет Рут Реник)
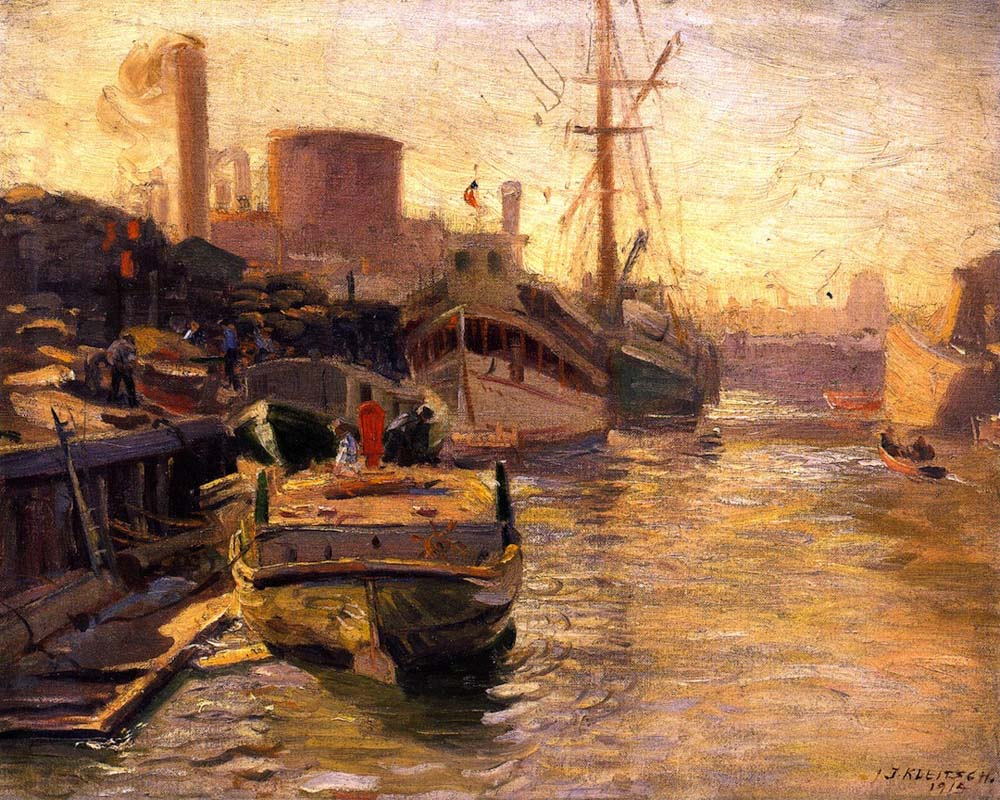
Chicago River
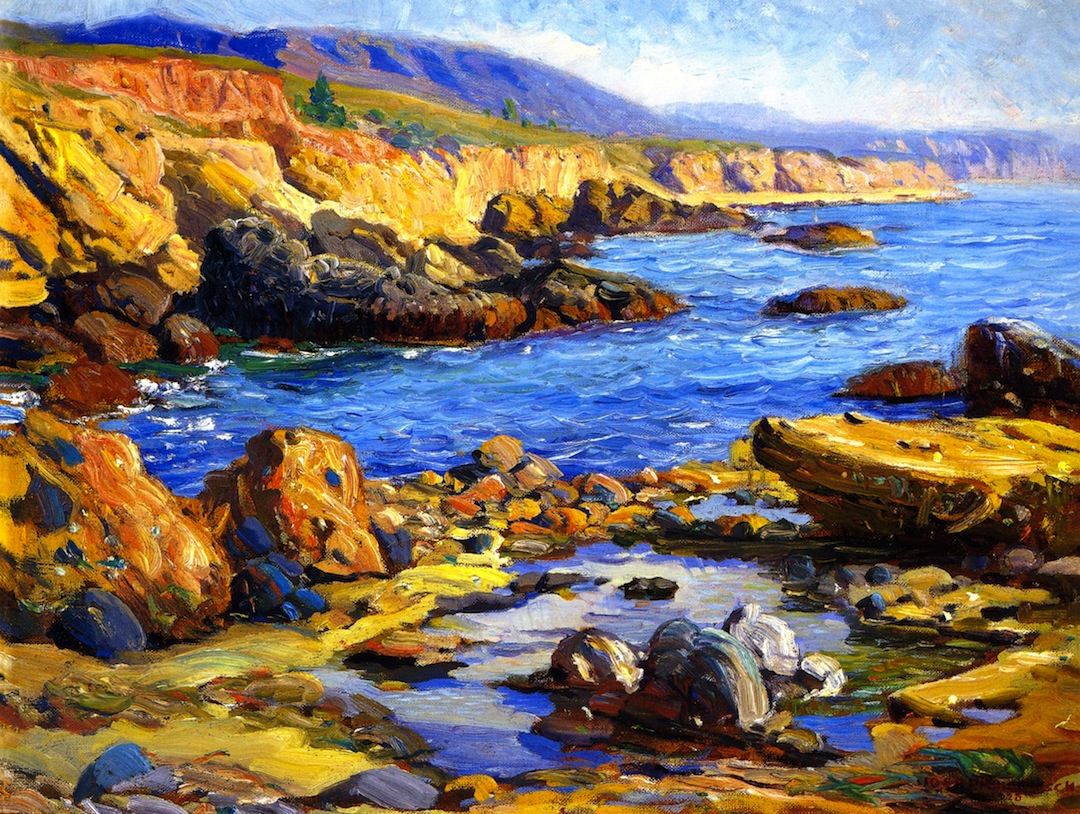
Laguna Shore Line